# Люцифераза динофлагеллятов
Люцифераза динофлагеллятов (динофлагеллят-люциферин: кислород 132-оксидоредуктаза) — специфическая люцифераза динофлагеллятов, окислительный фермент (оксидоредуктаза), катализирующий реакцию, сопровождающуюся испусканием света, биолюминесценцией.
Такие динофлагелляты, как Gonyaulax polyhedra, Lingulodinium polyedrum, Noctiluca scintillans и Pyrocystis lunula, биолюминесцируют (синий свет) при раздражении из-за реакции окисления люцеферин-люциферазы в тысячах сферических органелл (сцинтиллонах).

## Механизм реакции
Синий свет образуется при окислении динофлагеллят-люциферина. Общий вид происходящей реакции:
динофлагеллят люциферин + O 2 {\displaystyle \rightleftharpoons } окисленный динофлагеллятный люциферин + H(+)+ H 2 O + hnu

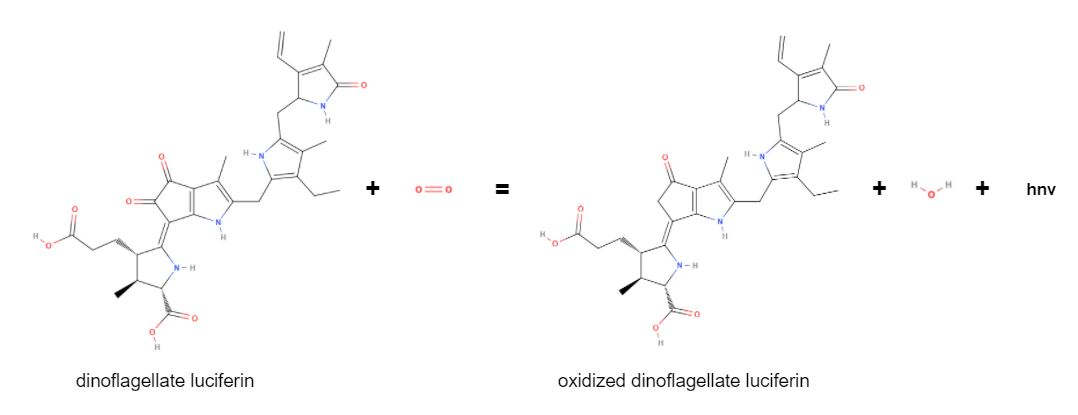

Без динофлагеллят-люциферазы скорость реакции между люциферином и кислородом крайне низкая, но значительно ускоряется (катализируется) данным ферментом.
Люцифераза динофлагеллятов является оксидоредуктазой, взаимодействующей с одиночными донорами со встраиванием молекулярного кислорода (оксигеназы), которые не обязательно происходят от O2, с включением одного атома кислорода (внутренние монооксигеназы или внутренние оксидазы со смешанной функцией). 

## Структура
Люцифераза динофлагеллятов — это одиночный белок с тремя доменами люциферазы и N-концевым доменом. Три домена представляют собой кристаллическую структуру 1,8-A, содержащую бета-цилиндр карманы (действуют как активные центры, причем каждому домену предшествует регуляторный трёхспиральный пучок). Эти спиральные пучки содержат важные остатки гистидина, которые играют роль в регуляции pH активности люциферазы динофлагеллятов. Присутствие N-концевых внутримолекулярных консервативных остатков гистидина является причиной потери активности фермента при высоком pH. Протонирование этих остатков гистидина, с изменением конформации каждого домена, позволяет субстрату люциферина проникнуть в расширенный карман. Конформационное изменение обеспечивает доступ и пространство для входа лиганда в активный центр. При pH 8 остатки гистидина остаются непротонированными, взаимодействуют с сетью водородных связей, которые блокируют доступ субстрата к активному центру. Эта блокада преодолевается путем протонирования остатков гистидина или экспериментальной замены остатков гистидина на остатки аланина. На самом деле замена аланина не происходит спонтанно; однако этот экспериментальный результат является дополнительным доказательством того, что более крупные остатки гистидина блокируют доступ к активному центру фермента. N-концевой домен сохраняется между люциферазой динофлагеллят и белками, связывающими люциферин. В этой области белки, связывающие люциферин, могут взаимодействовать с люциферазой так, чтобы лиганд, обычно люциферин, мог проникнуть в активный центр.

## Условия реакции
Люцифераза динофлагеллята активна в слегка кислой среде, но в большинстве случаев для её отделения от субстрата люциферина динофлагеллята требуется белок, связывающий люциферин (LBP); что происходит в нейтральных и щелочных условиях. Потенциалзависимые ионные каналы на сцинтилляционных мембранах открываются, позволяя потоку протонов проникать в органеллу, снижая pH в достаточной степени для активации люциферазы динофлагеллятов. Рецепторы, сопряженные с G-белком, и ионы кальция также играют роль в стимуляции биолюминесценции.

## Распространение
Динофлагеллятная люцифераза обнаружена в биолюминесцентных динофлагеллятах, эукариотических протистах, которые обитают в поверхностных водах океана. За излучение этими организмами (после стимуляции) синего света (макс. 475нм) отвечает люцифераза динофлагеллятов. Предполагается, что излучаемый свет служит защитой от хищников или приманкой для добычи. Эти организмы используют сцинтиллоны, которые представляют собой специализированные органеллы, выступающие из цитоплазмы в кислую вакуоль для производства этого света. Именно здесь содержится фермент люцифераза динофлагеллят.